# Чихару Игая
Чихару Игая (на японски: 猪谷千春) е бивш състезател по ски алпийски дисциплини и настоящ спортен функционер от Япония (член на МОК).
Той е сребърен медалист в слалома от олимпиадата в Кортина д'Ампецо през 1956 г. Игая е първият японски алпиец, спечелил медал от зимни олимпийски игри. Участва и на олимпийските игри през 1952 и 1960 г.

## Биография

### Активна кариера
Игая е роден на 20 май 1931 г. в Томаримура, Хокайдо, Япония. Най-силната му дисциплина е слаломът. На зимните олимпийски игри в Осло през 1952 г. завършва 24-ти в спускането, 20-и в гигантския слалом и 11-и в слалома. Става шампион на Япония. От 1953 г. следва в Колежа „Дартмут“ като първият японски студент след Втората световна война, където е трениран от бившия световен шампион по спускане Валтер Прагер. Там се състезава за отбора Big Green. В средата на 1950-те печели рекордните шест индивидуални титли в Първенството по ски на Националната атлетическа асоциация на колежите (NCAA Skiing Championships), неподобрен към 2007 г. (комбинация през 1954 и 1955 г., слалом през 1955 г., спускане през 1955 г. и гигантски слалом през 1960 г.), а трите му титли през 1955 г. са най-многото спечелени в рамките на едно първенство. Става шампион на САЩ в слалома през 1954 г. в Аспен, Колорадо. На 6 февруари 1955 г. печели гигантския слалом в Кранмор маунтин (Cranmore Mountain). В Щатите има прякора Чик (Chick). На 2 януари 1956 г. печели слалома в Аделбоден.
На зимните олимпийски игри в Кортина д'Ампецо завършва 11-и в гигантския слалом преди да спечели сребърен медал в слалома на 31 януари 1956 г. Отпада от спускането. При връщането си в Япония е посрещнат като герой от хиляди души на летището.
На 5 януари 1958 г. завършва четвърти в слалома в Аделбоден. На следващото световно първенство по ски алпийски дисциплини, проведено през 1958 г. в Бад Гащайн, Австрия, печели бронзов медал в слалома и завършва четвърти в гигантския слалом и четвърти в комбинацията. Печели слалома и завършва втори в Международното състезание на Етна на 20 и 21 март 1958 г. На следващите олимпийски игри в Скуо Вали през 1960 г. завършва 12-и в слалома, 23-ти в гигантския слалом и 34-ти в спускането. Към 2009 г. Игая е единственият японец, спечелил медал от състезания по ски алпийски дисциплини на зимни олимпийски игри.

### След състезателната кариера
След като завършва следването си Игая започва да работи в застрахователна компания и прави кариера, ставайки член на изпълнителния съвет на японския клон на AIU, а от 1994 до 2000 г. е председател на AIG K.K. Към 2006 г. е почетен председател на AIU. Игая е генерален директор на Японско-румънското дружество (Japan-Romania Society), вицепрезидент на Японско-българското дружество (Japan-Bulgaria Society) и директор на Японско-сърбо-черногорската асоциация за обмен (The Japan-Serbia and Montenegro Exchange Association).
Същевременно прави кариера и в спортната администрация. Работи в Комитета по ски алпийски дисциплини на Международната федерация по ски (ФИС) и Комитета за световната купа на ФИС. Става президент на Японския олимпийски комитет и на Японския съюз по триатлон. Работи като съветник на Японската асоциация за аматьорски спортове и като специален съветник на министерствата на образованието и на външните работи на Япония по спортни въпроси. Член е на Комитета по етика и образование на Световната антидопингова агенция и е вицепрезидент на Азиатската конфедерация по триатлон. Достига до вицепрезидентската позиция в Международния съюз по триатлон. През 1982 г. става член на Международния олимпийски комитет (МОК). От 1987 до 1991 г. и от 1996 до 2000 г. е член на изпълнителния му съвет. През 1988 г. е председател на Комисията за изследване и оценяване на подготовката на зимните олимпийски игри през 1994, а през 1998 – 99 г. за зимните олимпийски игри през 2006 г. Служи в комисии на МОК, сред които са подготвителните комитети за зимните олимпийски игри в Албервил през 1992 г. игрите в Лилехамер през 1994 г. (от 1984 – 1987 г.), и игрите в Солт Лейк Сити през 2002 г., Комитета по олимпийската програма (1986 – 1994). През 2005 г. става вицепрезидент на комитета. Към 2007 г. е председател на Комитета за оценяване на местата за провеждане на зимните олимпийски игри в Сочи през 2014 г. От 2012 г. е почетен член на МОК. Получава и почетна докторска титла от Университета за спортни науки в Нипон.

### Награди
През 1972 г. е включен в Залата на славата на скиорите на САЩ. През 1988 г. получава японския медал „Imperial Purple Ribbon“. През 2002 г. получава националния орден „Звезда на Румъния“. През 2006 г. получава почетна степен от Колежа „Дартмут“. През 2012 г. е награден със Сребърен олимпийски орден.

### Личен живот
Завършва следването си в Колежа „Дартмут“ през 1957 г. с бакалавърска степен. Женен с две деца.